# Chiesa di San Giacomo (Ferrara, via del Carbone)
La chiesa di San Giacomo è stata un luogo di culto poi sconsacrato che si trova in via del Carbone a Ferrara. Fu costruita nell'XI secolo in stile romanico.

## Storia

Emblema dell'Ordine di San Giacomo di Compostela

All'inizio del XV secolo fu innalzato il pavimento della chiesa e di conseguenza anche l'intero fabbricato fu rimaneggiato, compresa la facciata che, dopo questo intervento, rimase praticamente inalterata, in cotto ferrarese. Della chiesa romanica rimangono numerosi particolari come alcune finestre.
Nel medioevo i nobili che stavano per ricevere le insegne ed essere armati cavalieri nell'Ordine di San Giacomo di Compostela trascorrevano nella chiesa la veglia d'armi.
Trovandosi all'interno del ghetto di Ferrara papa Urbano VIII nel 1627 avrebbe voluto abbatterla, ma fu risparmiata dopo le numerose richieste popolari. Anche Lucrezia Seghizzi, senese, ex dama di corte della duchessa di Urbino, nata di religione ebraica e convertitasi in giovane età si unì alle preghiere del popolo. Rimase consacrata sino all'arrivo delle truppe napoleoniche che la soppressero come parrocchiale, la chiusero al culto e la cedettero a privati.

### Ipotesi della presenza templare a Ferrara
Lo storico Marco Antonio Guarini sostiene che la chiesa sia stata eretta dalla famiglia Pagano (o dei Pagani) appena arrivata a Ferrara. Questa aveva tra i suoi antenati il primo gran maestro dei cavalieri templari Ugo dei Pagani, e lo storico afferma che il fondatore dell'Ordine del Tempio è sepolto proprio nella chiesa di San Giacomo.

### Situazione dal XIX secolo
Il 19 giugno 1821 il campanile crollò distruggendo la canonica, parte dell'abside e del presbiterio.
Dal XIX secolo la chiesa non è più adibita al culto e a partire dagli anni settanta è usata come sala cinematografica.